# 박지호 (다이빙 선수)
박지호(1991년 9월 11일~)는 대한민국의 다이빙 선수로, 2012년 하계 올림픽에 참가했다.